# Jean du Bois
Jean du Bois was werkzaam als advocaat in de Raad van Vlaanderen tot hij op 7 augustus 1567 pensionaris werd van Gent. Hij werkte ook als procureur-generaal van de Grote Raad van Mechelen en werd door de hertog van Alva op 20 september 1567 benoemd tot procureur-generaal in de beruchte Raad van Beroerten. Eerst was hij belast met de dossiers in de gewesten ten noorden van de grote rivieren, daarna met het eisen van de doodstraf tegen de graven van Egmont en Horne. Na de dood van Requesens in 1576 verzocht Du Bois om zijn ontslag als lid van de Raad van Beroerten.